# Тібор Рафаел
Тібор Рафаел (словац. Tibor Rafael; 25 січня 1970, Комарно, Чехословаччина — 1 липня 2014, Комарно) — словацький професійний боксер, призер чемпіонатів світу та Європи серед аматорів.

## Аматорська кар'єра
На чемпіонаті Європи 1991 здобув дві перемоги, а в чвертьфіналі програв Айрату Хаматову (СРСР) — 11-25.
На чемпіонаті світу 1991 здобув одну перемогу і програв в другому бою.
На чемпіонаті світу 1993 здобув дві перемоги, а в півфіналі не вийшов через травму проти Даміана Остін (Куба) і отримав бронзову медаль.
На чемпіонаті Європи 1993 Рафаел виступав у складі збірної Чехії і здобув три перемоги, в тому числі в півфіналі над Мехаком Казаряном (Вірменія) — 18-15, а в фіналі програв Яцеку Бельському (Польща) — 7-7(+).

## Професіональна кар'єра
Протягом 2001—2014 років Тібор Рафаел провів 54 боя на професійному рингу, в яких здобув усього 7 перемог і зазнав 45 поразок, 33 з яких нокаутом. В більшості боїв його використовували лише для підняття рейтингу суперника.
1 липня 2014 року він помер від серцевого нападу.